# Быков, Павел Борисович
Павел Борисович Бы́ков (1914—2013) — советский рабочий, новатор производства, один из инициаторов освоения методов скоростной обработки металла.

## Биография
Родился 28 марта (10 апреля) 1914 года в селе Тюменево (ныне — Чучковский район, Рязанская область). Будучи токарем Московского завода шлифовальных станков, в 1938 году начал осваивать метод скоростного резания. Применил твердосплавный инструмент, улучшил геометрию токарного резца, изменил коренным образом технологию обработки деталей, модернизировал станок, благодаря чему добился повышения производительности труда. Депутат ВС СССР 3-4-го созывов (1950—1958).

## Награды и премии
- Сталинская премия первой степени (1949) — за внедрение скоростных методов обработки металлов резанием, обеспечивающих значительное повышение производительности труда

## Источники

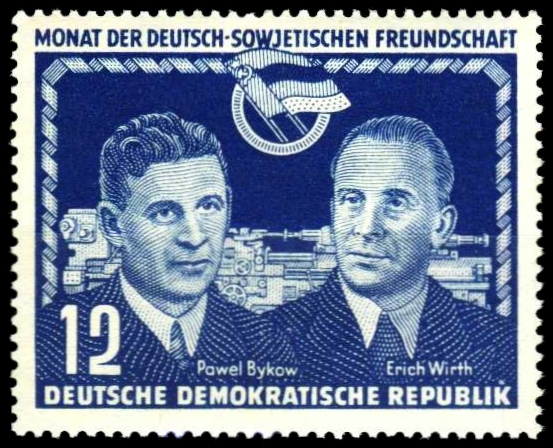